# Liste von Malern/F
Die folgende Liste führt möglichst umfassend Maler aller Epochen auf.
Die Liste ist soweit vorhanden alphabetisch nach Nachnamen geordnet.

## Fa...
Faber, Conrad (1500–1552/53), Deutschland
Faber, Martin (1587–1648)
Faber du Faur, Otto von (1828–1901), Deutschland
Fabre, François-Xavier (1766–1837), Frankreich
Fabriano, Gentile da (1370/85–1427), Italien
Fabritius, Barent (1624–1673), Niederlande
Fabritius, Carl Ferdinand (1637–1673)
Fabritius, Carel (1622–1654), Niederlande
Fabritius, Johannes (1636–1693), Niederlande
Pietro Faccini (1562–1602), Italien
Faed, John (1819–1902)
Faed, Thomas (1826–1900), England
Fagerlin, Ferdinand Julius (1825–1907)
Fahlcrantz, Carl Johan (1774–1861), Schweden
Fähnle, Hans (1903–1968), Deutschland
Fahrenkrog, Ludwig (1867–1952), Deutschland
Fahringer, Carl (1874–1952), Österreich
Faistauer, Anton (1887–1930), Österreich
Faistenberger, Andreas (1646–1735), Tirol
Falcone, Aniello (1600–1665), Italien
Falero, Luis Ricardo (1851–1896), Spanien
Falguière, Alexandre (1831–1900), Frankreich
Falk, Robert (1886–1958)
Fan K'uan (Anfang 12. Jh.), China
Fantin-Latour, Henri (1836–1904), Frankreich
Farinato, Paolo (1524–1606), Italien
Farny, Emilienne (1938–2014), Schweiz
Farny, Henry (1847–1916), USA
Farrer, Henry (1844–1903), USA
Farrer, Thomas Charles (1838–1891), USA, England
Fasching, Bernd (1955–2021), Österreich
Fattori, Giovanni (1825–1908), Italien
Fauconnier, Henri Le (1881–1946), Frankreich
Faure, Jean (1806–1867)
Fautrier, Jean (1898–1964), Frankreich
Favanne, Henri de (1668–1752)
Favretto, Giacomo (1849–1887)
Faworski, Wladimir (1886–1964), Russland
Fay, Hanns (1888–1957), Deutschland
Fay, Joseph (1812–1875), Deutschland

## Fe…
Fearnley, Thomas (1802–1842), Norwegen
Fechhelm, Carl Traugott (1748–1819), Deutschland
Feckert, Gustav (1820–1899), Deutschland
Federle, Aegidius (1810–1876), Deutschland
Feddersen, Carl Christian (1876–1936), Deutschland
Feddersen, Hans Peter (1848–1941), Deutschland
Fedotow, Pawel Andrejewitsch (1815–1852), Russland
Fehling, Heinrich Christoph (1654–1725)
Fehrle, Jakob Wilhelm (1884–1974), Deutschland
Fei, Paolo di Giovanni (1345–1411), Italien
Feibusch, Hans (1898–1998), Deutschland
Feid, Josef (1806–1870), Österreich
Feiler, Manfred (1925–2020), Deutschland
Feiler, Peter (* 1981), Deutschland
Feininger, Lyonel (1871–1956)
Feito, Luis (1929–2021), Spanien
Feke, Robert (um 1710/24–um 1769), USA
Fekete, Esteban (1924–2009), Argentinien
Feldbauer, Max (1869–1948), Deutschland
Feldt, C. J. (2. Hälfte 18. Jh.), Deutschland
Felice, Matteo (15. Jh.), Italien
Felix, Eugen (1836–1906), Österreich
Félix, Ziem (1821–1911)
Felixmüller, Conrad (1897–1977), Deutschland
Fellner, Ferdinand (1799–1859), Deutschland
Feltman, Hendrik (Mitte 17. Jh. Wirkungsort)
Fendi, Peter (1796–1842), Österreich, Biedermeierzeit
Fenger, Hans (1893–1980), norddeutscher Genremaler
Fennel, Friedrich (1872–1926)
Fényes, Adolf (1867–1945), Ungarn
Feodor, Iwanowitsch (1767–1821)
Ferenczy, Noémi (1890–1957), Ungarn
Ferg, Franz de Paula (1689–1740)
Ferguson, William Gouw (1632/33–nach 1695)
Fernández (de Murcia), Pedro (ca. 1480–ca. 1523), Spanien/Italien
Fernández el Labrador, Juan (aktiv 1629–1657), Spanien
Féron, Eloi Firmin (1802–1876), Frankreich
Ferrari, Defendente (um 1490–nach 1535), Italien
Ferrari, Gaudenzio (um 1477/78–1546), Italien
Ferrari, Giovanni Andrea de’ (ca. 1598–1669), Italien (Genua)
Ferrari, Gregorio de’ (1647–1726), Italien (Genua)
Ferrari, Lorenzo de’ (1680–1744), Italien (Genua)
Ferrari, Luca (1609–1654), Italien
Ferrari, Orazio de’ (1606–1657), Italien (Genua)
Ferri, Ciro (1633–1689), Italien
Ferrier, Gabriel (1847–1914), Frankreich
Feschin, Nikolai (1881–1955), Russland/USA
Feselen, Melchior († 1538), Deutschland
Fessler, Albert (1908–1978), Deutschland
Fetthauer, Peter (* 1944), Deutschland
Fetti, Domenico (auch Feti; 1589–1624), Italien
Fetting, Rainer (* 1949), Deutschland
Feuchtmayer, Johann Michael (1666–1713)
Feuerbach, Anselm (1829–1880), Deutschland
Feyen-Perrin, Augustin (1826–1888), Frankreich

## Fi...
Fiasella, Domenico, (1589–1669), Italien
Fichel, Eugène (1826–1895), Frankreich
Fidanza, Francesco (1749–1819), Italien
Fidus (bürgerlich Hugo Reinhold Karl Johann Höppener) (1868–1948), Deutschland
Fiebig, Christine (* 1967), Deutschland
Fiedler, Bernhard (1816–1904), Deutschland
Field, Erastus Salisbury (1805–1900), USA
Fielding, Anthony Vandyke Copley (1787–1855), England
Fila, Rudolf (* 1932)
Filla, Emil (1882–1953)
Filocamo, Antonio (1669–1743), Italien
Filocamo, Paolo (1688–1743), Italien
Filotesio, Nicola, genannt Cola dell’Amatrice (1480/90–1547/59), Italien
Filzinger, Florian (* 1987), Deutschland Deutschland
Fingesten, Michel (1884–1943)
Fini, Leonor (1907–1996), Italien
Fink, Johann (1628–1675), Deutschland
Finoglia, Paolo (um 1590–1645), Italien (Neapel)
Fiore, Jacobello del (nachgewiesen 1400–1439), Italien (Venedig)
Fiorentino, Rosso (1495–1540), Italien
Fiori, Ernesto de (1884–1945), Italien
Fiori, Mario de’, eigentl. Mario Nuzzi (1603–1673), Italien
Fiorillo, Johann Dominik (1748–1821)
Firenze, Andrea da († 1379), Italien
Fischbach, Johann (1797–1871)
Fischer, Albert (1940–2003), Deutschland
Fischer, Oskar (1892–1955), Deutschland
Fischer, Paul (1786–1875)
Fischer, Paul Gustav (1860–1934), Dänemark
Fischer, Roland (* 1958), Deutschland
Fischer, Urs (* 1973), Schweiz
Fischer-Art, Michael (* 1969)
Fischer-Lamberg, Otto (1886–1963)
Fischhof, Georg (1859–1914), Österreich
Fischl, Eric (* 1948), USA
Fisher, Alvan (1792–1863)
Fisher, Mark (1841–1923), USA
Fitger, Arthur (1840–1909), Deutschland

## Fl...
Flamm, Albert (1823–1906), Deutschland
Flandes, Juan de (1465–1519), Niederlande
Flandrin, Hippolyte (1809–1864), Frankreich
Flatz, Wolfgang (* 1952), Österreich
Flavin, Dan (1933–1996), Minimal-Art
Fleck, Ralph (* 1951), Deutschland
Flege, Ernst (1898–1965)
Flegel, Georg (1566–1638), Deutschland
Fleischmann, Adolf (1892–1968), Deutschland
Fleischmann, Norbert (* 1951), Österreich
Flémal, Bertholet (Flemael; 1614–1675)
Flinck, Govaert (1615–1660), Niederlande
Flinte, Fritz (1876–1963), Deutschland
Flinzer, Fedor (1832–1911), Deutschland
Floch, Josef (1894–1977)
Floris, Frans (1517–1570)
Flüggen, Gisbert (1811–1859), Deutschland
Flüggen, Joseph (München 1842–1906), Genre- und Historienmaler

## Fo...
Focke, Wilhelm Heinrich (1878–1974)
Foerster, Peter (1887–1948)
Fohr, Karl Philipp (1795–1818), Deutschland
Fokken, Jan (1881–1962), Bremen
Folli, Sebastiano (um 1569–1621), Italien
Foltz, Philipp von (1805–1877), Deutschland
Fonk, Hanna (1905–1969)
Fontana, Lavinia (1552–1614), Italien
Fontana, Lucio (1899–1968), Argentinien
Fontana, Prospero (1512–1597), Italien
Fontanesi, Antonio (1818–1882), Italien
Fontebasso, Francesco (1707–1769), Italien
Foppa, Vincenzo, (um 1427–1516), Italien
Forabosco, Gerolamo (1605–1679), Italien
Forbes, Edwin (1839–1895), USA
Forchner, Franz Xaver (1717–1751)
Förg, Günther (1952–2013), Deutschland
Forlì, Melozzo da (um 1438–1494), Italien
Forrester, John (1922–2002), Neuseeland
Forst, Johann Hubert Anton (1756–1823), Deutschland
Förster, Ernst (1800–1885), Deutschland
Forte, Luca (um 1605–vor 1667), Italien (Neapel)
Fortuny, Marià (1838–1874), Spanien
Foster, Myles Birket (1825–1899), England
Foujita, Tsuguharu (1886–1968)
Fouquet, Jean (1425–1481), Frankreich
Fouquières, Jacques (um 1580–1659)

## Fra... bis Fre...
Fraaß, Erich (1893–1974), Deutschland
Fracanzano, Cesare (1605–1651), Italien (Neapel)
Fracanzano, Francesco, gen. Ciccio Fracanzano (1612–1656), Italien (Neapel)
Fräger, Markus (1959–2020), Deutschland
Fragiacomo, Pietro  (1856–1922)
Fragonard, Jean-Honoré (1732–1806), Frankreich
Français, Louis (1814–1897), Frankreich
Francés, Victoria (* 1982), Spanien
Francesca, Piero della (um 1420–1492), Italien
Franceschini, Marcantonio (1648–1729), Italien
Francia, Francesco (1447–1517), Italien
Franchi, Antonio (1638–1709), Italien
Francia, Domenico (1702–1758)
Francia, Luisa (* 1949), Deutschland
Franciabigio (1482–1525), Italien
Francis, Sam (1923–1994), USA
Franck, Philipp (1860–1944), Deutschland
Francke, Christoph Bernhard (* um 1660 bis 1670; † 1729), Deutschland
Francke, Meister (um 1383–1436), Deutschland
Francken, Frans (1581–1642)
Franco, Alfonso (1466–1543), Italien
Frank, Alfred (1884–1945), Deutschland
Frank, Franz (1897–1986), Deutschland
Frankenstein, Eliza, (1830–1919), USA
Frankenstein, George (1825–1911), USA
Frankenstein, Godfrey (1820–1873), USA
Frankenstein, Gustavus (1828–1893), USA
Frankenstein, John (1817–1881), USA
Frankenstein, Marie (1822–1900), USA
Frankenthaler, Helen (1928–2011), USA
Frankl, Gerhart (1901–1965), Österreich
Frankot, Roelof (1911–1984), Niederlande
Franquelin, Jean Augustin (1798–1839), Frankreich
Fratrel, Joseph (1730–1783), Frankreich
Fratta, Domenico Maria (1696–1763), Italien
Freddie, Wilhelm (1909–1995), Dänemark
Fredi, Bartolo di (um 1330–1409), Italien
Freese, Hans (1886–1966)
Freese, Hermann (1819–1871), Deutschland
Freitag, Fritz (1915–1977)
Freitag, Gazmend (* 1968)
Frère, Charles Théodore (1814–1888), Frankreich
Frère, Pierre Édouard (1819–1886), Frankreich
Frerichs, Klaus (* 1953), Deutschland
Fresnaye, Roger de la (1885–1925), Frankreich
Freud, Lucian (1922–2011)
Freudenberger, Sigmund (1745–1801), Schweiz
Freundlich, Otto (1878–1943), Deutschland
Freundlinger, Kurt (1930–2023), Österreich
Frey, Max (1874–1944), Deutschland
Frey, Max (1902–1955), Österreich
Freyberg, Conrad (1842–1915), Deutschland
Freystein, Johanna Marianne (1760–1807)

## Fri… bis Fro…
Fried, David (* 1962), USA
Fried, Heinrich Jakob (1802–1870), Deutschland
Friedel, Lutz (* 1948), Deutschland
Friedlaender, Johnny (1912–1992), Deutschland
Friedländer, Friedrich (1825–1901), Österreich
Friedrich, Adolf (1824–1889), Deutschland
Friedrich, Caroline Friederike (1749–1815), Deutschland
Friedrich, Caspar David (1774–1840), Deutschland
Friedrich, Harald (1858–1933), Deutschland
Friedrich, Heinz (1924–2018), Deutschland
Friedrich, Jürgen (* 1950), Deutschland
Friedrich, Otto (1862–1937), Österreich
Fries, Bernhard (1820–1879), Deutschland
Fries, Ernst (1801–1833), Deutschland
Fries, Hanny (1918–2009), Schweiz
Fries, Hans (um 1460 – um 1523), Schweiz
Fries, Pia  (* 1955), Schweiz
Friesecke, Frederick Carl  (1874–1939), USA
Friesz, Othon (1879–1949), Frankreich
Friis, Hans (1839–1892), Dänemark
Frith, William (1819–1909), England
Fritsch, Ernst (1892–1965), Deutschland
Fritsch, Lutz (* 1955), Deutschland
Fritz, Ingeborg (* 1937), Deutschland
Fritzel, Wilhelm (1870–1943), Deutschland
Fritzsche, Alfred (1898–1985), Deutschland
Frølich, Lorenz (1820–1908), Dänemark
Fromantiou, Hendrik de (1633/34 oder 1640 – 1694), Niederlande
Froment, Nicolas (um 1450 – um 1484/85), Frankreich
Fromentin, Eugène (1820–1876), Frankreich
Frommel, Carl Ludwig (1789–1863), Deutschland
Fronius, Fritz (* 1950), Deutschland
Fronius, Hans (1903–1988), Österreich
Frost, William Edward (1810–1877), England

## Fu... bis Fy...
Fu Baoshi (1904–1965), China
Fuchs, Christoph Maurus (1771–1848)
Fuchs, Ernst (1930–2015), Österreich
Fuchs, Heinz (1886–1961)
Fugel, Gebhard (1863–1939), Deutschland
Füger, Heinrich Friedrich (1751–1818), Deutschland
Fuhr, Franz Xaver (1898–1973), Deutschland
Führich, Joseph von (1800–1876), Österreich
Fuhrmann, Dieter (1928–2013), Deutschland
Fuhrmann, Paul (1893–1952), Deutschland
Fulco, Giovanni (1605–1680), Italien
Fuller, Florence (1867–1946), Australien
Fumiani, Giovanni Antonio (um 1645–1710), Italien
Fungai, Bernardino (1460–1516), Italien
Fürst, Albert (1920–2014), Deutschland, Gruppe 53
Füssli, Johann Heinrich (1741–1825), Schweiz/Großbritannien
Fyoll, Conrad (um 1425–1486)
Fyoll, Hans (1460–1521)
Fyoll, Sebald (1400/10–1462)
Fyt, Jan (1611–1661)